# 美式炸雞柳
美式炸雞柳是一種長條形的鸡肉，一般是由雞的胸小肌肉製成。这些肉位于雞胸骨的两侧，在雞胸大肌的下面。美式炸雞柳的制作方法是将鸡肉涂上麵包屑混合物，然后进行油炸，其方式类似于炸肉排。因其方便性而成為非常受歡迎的前菜或主菜，並在美國各地成為主食。

## 歷史
1974年，在新罕布什尔州的曼彻斯特，Puritan Backroom餐廳首次制作美式炸雞柳 。
喬治亞州薩凡納和路易斯安那州巴吞魯日的其他餐廳對此聲明提出了挑戰，聲稱它們才是發明美式炸雞柳的發源地。然而公眾普遍支持曼徹斯特的說法。2023年，曼徹斯特被市長喬伊斯·克雷格（Joyce Craig）正式宣告為「世界雞柳之都」。